# Stockholm School of Economics in Riga
Stockholm School of Economics in Riga (SSE Riga eller lettisk: Rīgas Ekonomikas augstskola) er en handelshøjskole i Riga, hovedstaden i Letland. Stockholm School of Economics i Riga (SSE-R) blev grundlagt af Staffan Burenstam Linder i 1994. I 1993-1995 var han formand for bestyrelsen (the Steering Committee) for Østersørådets nyoprettede EuroFaculty, og SSE-R var det svenske bidrag til EuroFaculty, der ved universitetsreformer skulle bidrage til den økonomiske og sociale udvikling i Estland, Letland og Litauen.
Skolen er støttet af den svenske og lettiske regering samt andre sponsorer, herunder en bred vifte af virksomheder og George Soros' Open Society Institute.